# قادرآباد (رودبار جنوب)
قادرآباد، روستایی در دهستان نهضت‌آباد بخش هلیل دشت شهرستان رودبار جنوب در استان کرمان ایران است.

## جمعیت
بر پایه سرشماری عمومی نفوس و مسکن در سال ۱۳۹۵، جمعیت این روستا برابر با ۲۱۵ نفر (۶۲ خانوار) بوده است.